# Wadrilla

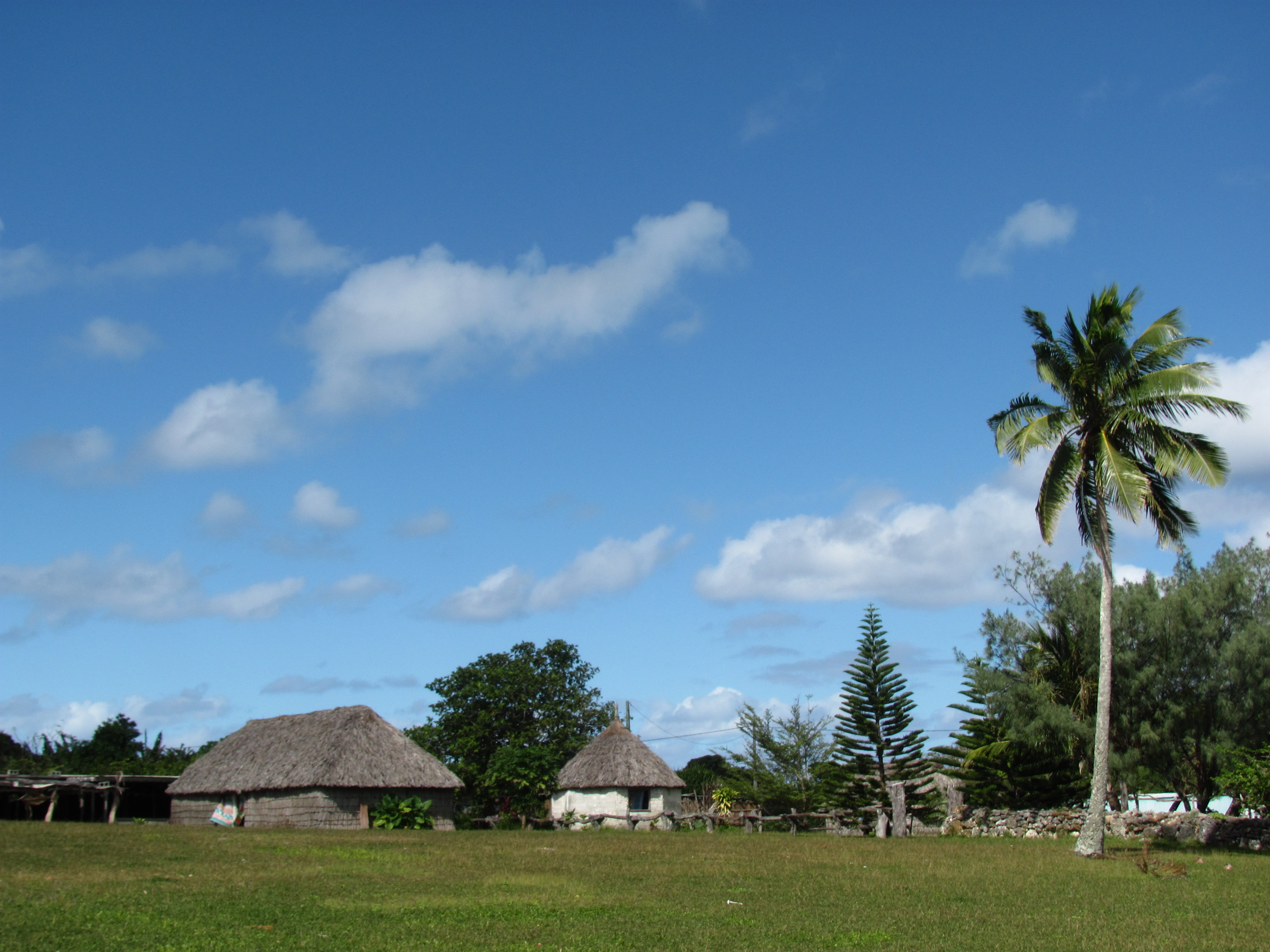
Ortsmitte

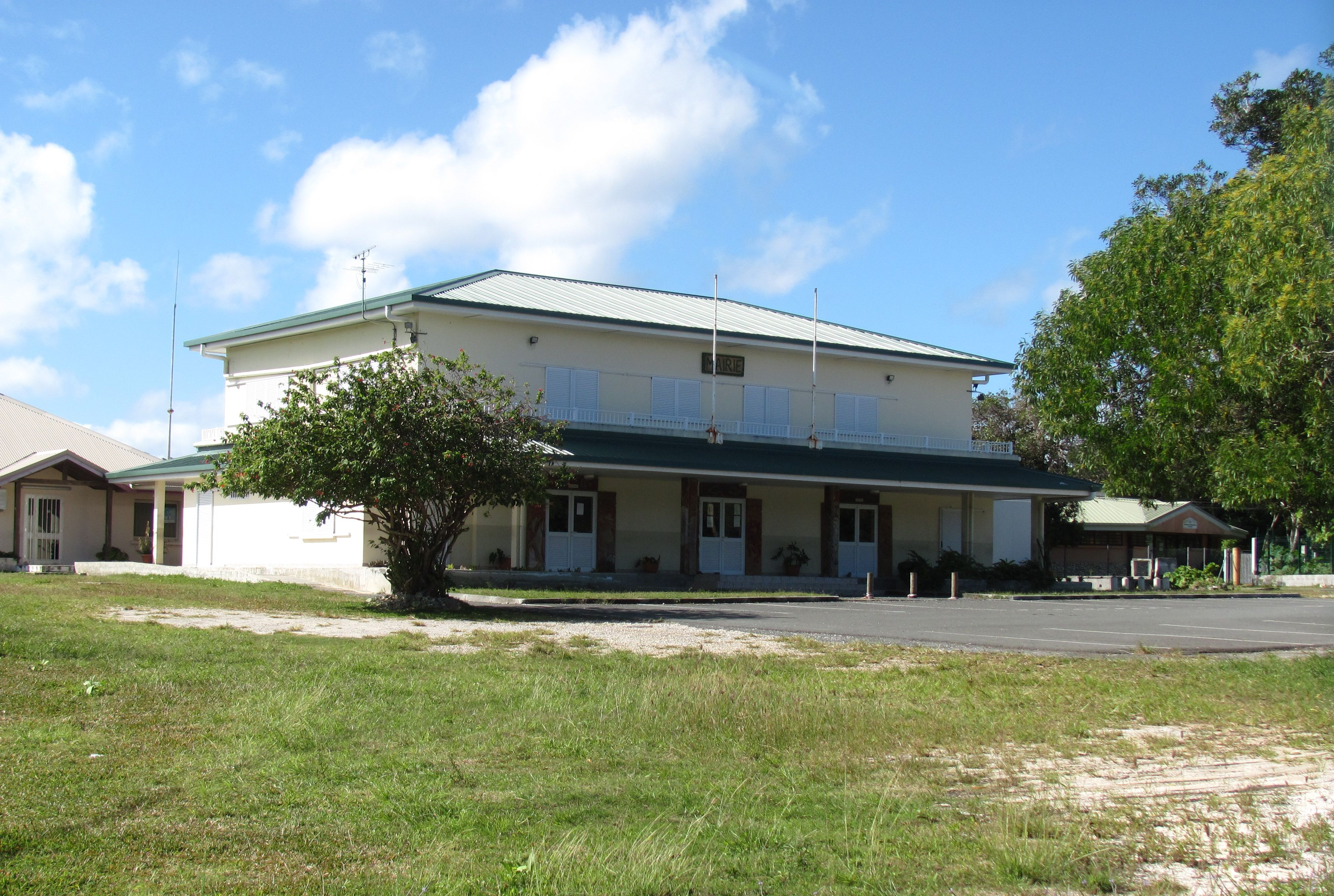
Rathaus

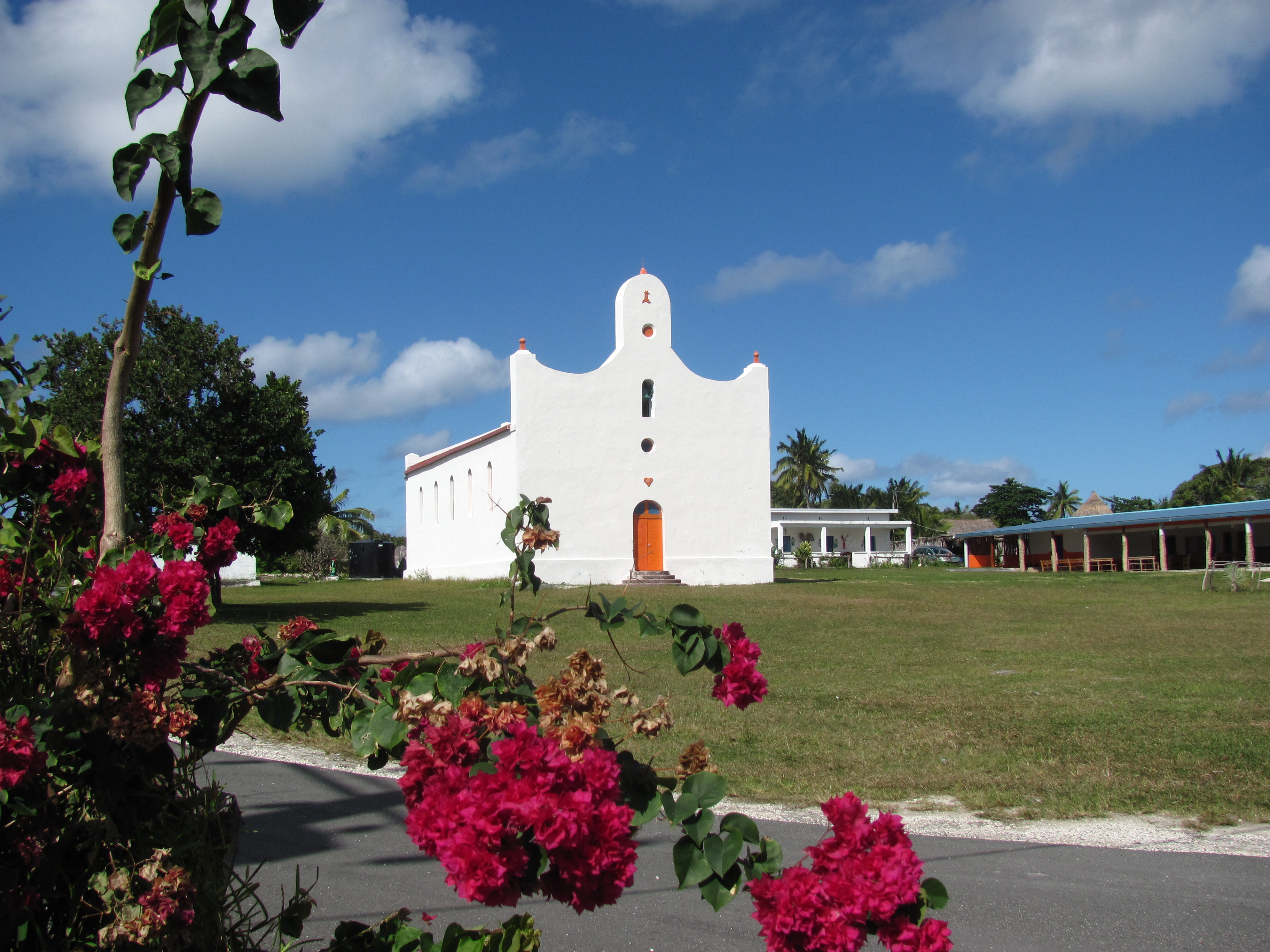
Ev. Kirche

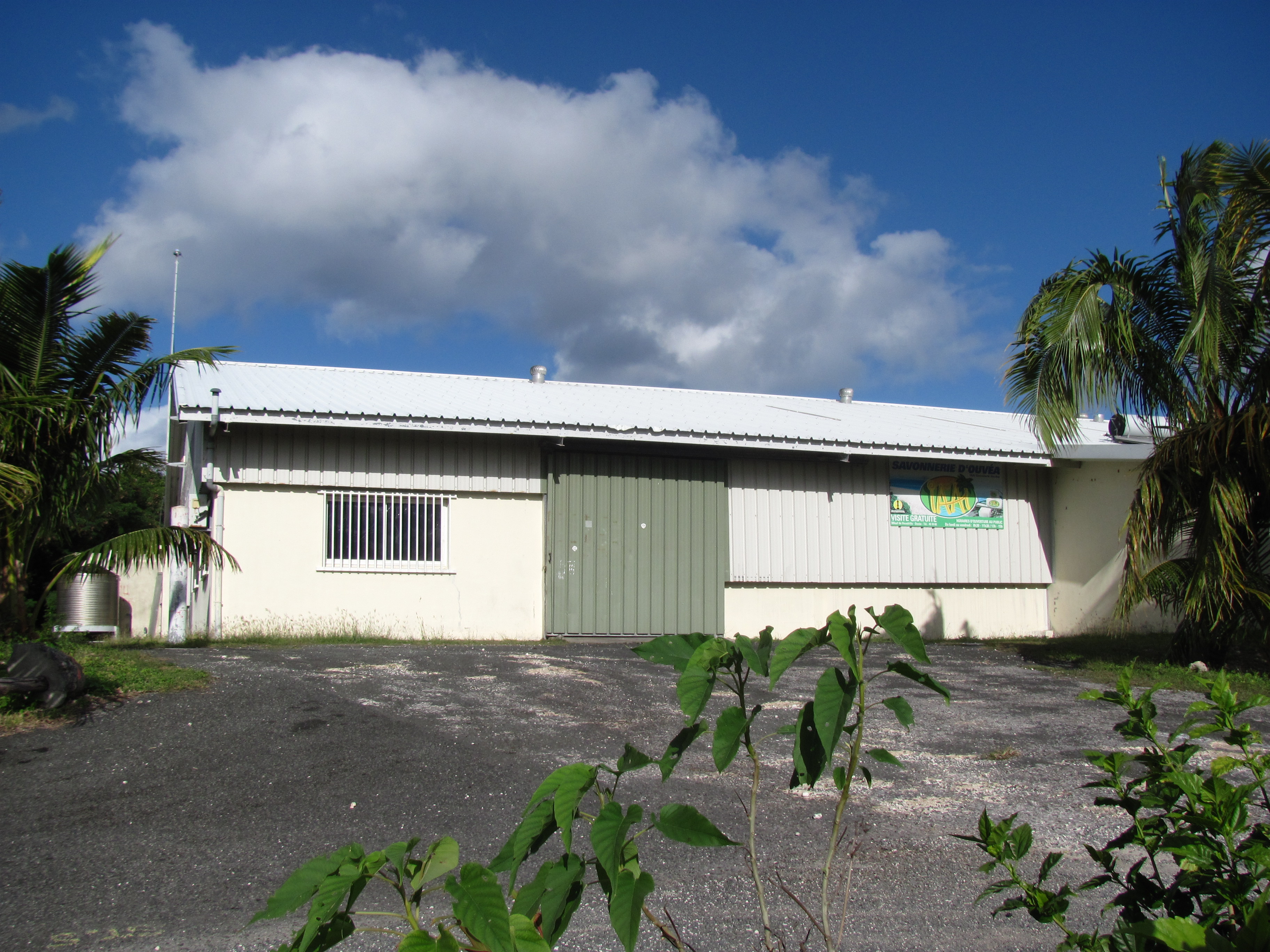
Fabrik für Kokosöl und Seife

Wadrilla (Hwadrilla) ist Hauptort und Verwaltungssitz der Insel Ouvéa, die zu den Loyalitätsinseln gehört und zusammen mit ihnen und dem benachbarten Neukaledonien ein französisches Überseeterritorium im Pazifik bildet.

## Lage und Verbindungen
Wadrilla liegt in der Mitte der langgestreckten Insel Ouvéa an der Lagune des gleichnamigen Atolls, das ein anerkanntes Weltnaturerbe der UNESCO ist. Der Flughafen der Insel, von dem aus zweimal täglich eine Verbindung nach Nouméa besteht, befindet sich etwa 10 km südöstlich des Ortes. Der wichtigste Fähranleger Ouvéas, an dem die Fähre von und nach Nouméa anlegt, liegt 5 km nördlich. Wadrilla wird von der gut ausgebauten asphaltierten Hauptstraße der Insel Ouvéa durchzogen.

## Einrichtungen und Infrastruktur
Wadrilla  gehört zu der Samtgemeinde (Commune) Fayaoué, deren namensgebender Ortsteil Fayaoué etwa 5 km südlich liegt und etwas größer als Wadrilla ist. Früher befand sich dort die Verwaltung der Insel, bis sie nach Wadrilla verlegt wurde. Das Rathaus (Mairie), von dem aus die gesamte Insel verwaltet wird, steht im östlichen Teil des Ortes. Wadrilla verfügt über die einzige Bank der Insel, einige kleinere Einzelhandelsgeschäfte, eine Bibliothek, einen Kindergarten, einen Sportplatz und eine Berufsschule.

## Sehenswürdigkeiten
Wadrilla liegt an einem 25 km langen feinkörnigen Sandstrand, der im Süden bis Mouli und im Norden bis Anawa reicht, und für den die Insel Ouvéa bekannt ist. Wegen dieses Strandes ist Ouvéa ein beliebtes Ziel für Touristen.
Mitten im Ort erhebt sich die evangelische Kirche aus Korallengestein, die 1887 erbaut wurde. Vor der Kirche erinnert ein Denkmal an die Ankunft der ersten Missionare im Jahre 1856. 
Für die Menschen auf Ouvéa ist die Zugehörigkeit zu einem bestimmten Stamm (tribu) von grundlegender Bedeutung. Im Ortskern von Wadrilla befindet sich etwas abseits der Hauptstraße der Wohnsitz (Chefferie) des Häuptlings, der von Außenstehenden nicht betreten werden sollte. Auch das Fotografieren des Gebäudes, eines von geschnitzten Totempfählen umgebenen Rundbaues im traditionellen Stil,  wird nicht gern gesehen. In Sichtweite davon fällt an der Hauptstraße ein großes mit Blumen geschmücktes Denkmal auf (Monument des dix-neuf), das an 19 Einheimische erinnert, die 1988 bei einer Auseinandersetzung mit einer Spezialeinheit des französischen Militärs getötet wurden. Die Ereignisse sind im Bewusstsein der Menschen auf Ouvéa noch sehr präsent.
Von großer Bedeutung für die gesamte Insel ist die Meerwasserentsalzungsanlage, die 1994 im Norden von Wadrilla errichtet wurde und täglich 400 000 Liter Trinkwasser liefert. Vorher war Süßwasser auf Ouvéa, wo es keine Flüsse oder Seen gibt, ständig knapp. Wenige Kilometer nördlich davon kann am Fähranleger (Wharf) Ouvéas eine für die Wirtschaft Ouvéas bedeutsame Fabrik besichtigt werden, in der aus Kopra Kokosöl destilliert und Seife hergestellt wird.